# セブン＝フォートレス
セブン＝フォートレス（Seven=Fortress）は日本製のファンタジーTRPG。また、そのシリーズ。作者は菊池たけし。1991年にゲーム名が公表され、1996年に発売された。
ルール第一版『セブン＝フォートレスRPG』はホビージャパンから発売され、第二版『セブン＝フォートレス Advanced』以降、基本ルールブックはアスキー、のちにエンターブレイン、サプリメントはゲーム・フィールドとエンターブレインから発売。また、リプレイはファミ通文庫より刊行されている。
「主八界」もしくは「きくたけワールド」と呼ばれる菊池たけしの多元宇宙観を構成する作品の1つでもある。
『セブン＝フォートレス』は何度もルールのバージョンアップが行われており、ルールのバージョンによって全く違うゲームの様相を見せる部分も多い。この項目では『セブン＝フォートレス』シリーズ全体について総括して解説する。各バージョンごとの詳細については別個項目を参照のこと。

## 概要
7人の守護者が見守るファンタジー世界「ラース＝フェリア」が舞台としたヒロイックファンタジー物のTRPG。
『ドラゴンボール』に代表されるような『週刊少年ジャンプ』の連載作品などで良く見られる「ド派手なパワーインフレバトル」を行えるのが特徴のゲームである。いわゆる「少年漫画的」なノリの再現を目指したTRPGとしては黎明期にあたるゲームであり、『ワープスファンタジー』の後継的作品でもある。

## システム
ゲームシステム面については『セブン＝フォートレス』のバージョンによって大きく異なるところがあるが、全シリーズに共通している部分について解説する。

### 属性
『セブン＝フォートレス』ではプレイヤーキャラクター（PC）は全員、<空>、<炎>、<森>、<海>、<闇>、<氷>、<幻>の七つの属性のいずれか一つ、もしくは二つを有している。キャラクターがどの属性を有しているかによりキャラクターの基本的な能力値が決定され、また、使用できる魔法も属性ごとに決まっている。
魔法でなくてもただの剣による攻撃でさえ自分の属性がこもる。特定属性による攻撃に対して強い防御を持つ敵や、逆に特定属性に弱点を持つ敵もいるため、自分の属性が何かということはゲームを進行させるにあたって非常に重要な要素となっている。
この七属性の概念はゲームシステムだけでなく世界設定の上でも重要なギミックとなっており、『セブン＝フォートレス』というゲームにおいて欠かせない概念である。

### 行為判定
『セブン＝フォートレス』では行為判定は六面体サイコロ2個(以後、2D6と表記）による「上方無限ロール」を使用している。
無限ロールは2d6の出目が「キャラクターごとに設定されたクリティカル値」であれば発生するのだが、このクリティカル値が一定でなく、毎回のゲームプレイの開始時にキャラクターごとにランダムに決定しなおすというルールが他に類を見ないものとなっている。全てのキャラクターは毎回のゲームプレイの開始時に2d6を振り、その出目が今回のゲームプレイのクリティカル値となるのだ。これにより、クリティカル値は7（2d6の最頻値）に近くなりやすく、ゲーム中の無限ロールの発生頻度はかなり高くなっている。
一方、このゲームでは同じように「ファンブル値」というものがある。行為判定の2d6の出目がファンブル値であれば判定の達成値が下がるのだが、このファンブル値もまた毎回のゲームプレイの開始時に2d6で決定されるため、ファンブル値も7に近くなりやすい。
クリティカルとファンブルが両方とも起こりやすいというとてもギャンブル性の高いピーキーなゲームバランスは『セブン＝フォートレス』の特徴である。これは少年漫画的なドラマティックな展開（「実力でははるかに劣るはずの主人公が強大な敵に打ち勝つ」「普段の実力を出し切れずに意外な所で敵にやられる」）を再現する部分にも貢献している。
なお、「クリティカル値」と「ファンブル値」の決定時にプレイヤーキャラクターが持つ【幸運】の能力値に応じて数値を上下できるという特典があるため、ファンブル値決定の2d6で7が出た場合などでも、運の良いキャラクターならばある程度は対処できるようになっている。

### プラーナ
『セブン＝フォートレス』はヒーローポイントである「プラーナ」システムを持つ。プラーナとは気力や生命エネルギーのようなもので、プレイヤーキャラクターはヒットポイントやマジックポイントのようにプラーナがポイントとして設定されている。このプラーナを消費することで一時的に行為判定の達成値を大きく上昇させることができるのである。これもまた、少年漫画的な「主人公が一撃に全ての気力を込めて爆発力のある攻撃を行う」というノリの再現に貢献している。

### ライフパス
『セブン＝フォートレス』は国産のTRPGでは最も早期に本格的なライフパスのルールを導入したゲームでもある。
『セブン＝フォートレス』シリーズに用意されているライフパスは他のゲームのライフパスと違い、「足がくさい」「寝起きは凶暴になる」「破壊的音痴」「目から誘惑光線」「耳から赤外線」などのおかしな特徴がつく事で有名である。バージョンが進むにつれあまりにおかしな特徴は消えていっているが、それでもいくつかのインパクトある特徴は受け継がれている、
ライフパスでおかしな特徴が得られるようになっているのは『セブン＝フォートレス』シリーズの元となったリプレイ「砦シリーズ」の登場キャラクターにかなりの変人が多かったことに由来する。ただし、おかしな特徴は必ずつくわけでなく、そういう特徴をつけようと思うプレイヤーでない限りは、まともな特徴にとどまるようにゲームシステムは工夫されている。

## 世界設定
『セブン＝フォートレス』の舞台となるのは「ラース＝フェリア」と言われる剣と魔法のファンタジー世界である。
この世界は七つの文化圏に分かれている2つの大陸から成り、それぞれの文化圏を「守護者」と言われる七人の亜神が分担して見守っている。世界中に古代文明の遺跡が存在し、その遺跡の中にある古代の秘宝を持ち帰る探索者という職業が確立しており、プレイヤーキャラクターたちは基本的にこの探索者の立場につく。古代遺跡の中でもっとも有名なのが七つの文化圏に一つずつ存在している七つの砦であり、これが『セブン＝フォートレス』というタイトルの由来となっている。
ラース＝フェリアはギャグやユーモアに根付いた設定が多数あるのも特徴である。地名や古代の秘宝が日本語のダジャレに基づいていたり（「悪徳商人が牛耳る街“ギュージール”」「古代魔法《イブセマスジー》（井伏鱒二）」など）、あきらかに現代人的なセンスをもったキャラクターが多数登場したりする。これは『セブン＝フォートレス』の原型となったリプレイ『アルセイルの氷砦』の、さらに元ネタになっていた『ワープス』リプレイ「SLGマガジンシリーズ」がコメディ色の強いシリーズだったことに起因する。コメディ色の強いファンタジーという部分は現在のバージョンに至るまで続いている要素でもある。
その一方で、ラース＝フェリアは非常に簡単に人が死ぬ世界でもある。この世界では世界を滅ぼすような存在が巷に跋扈しており、世界は常に滅亡の危機に晒されている。しかし、それと同時に世界を救う「勇者」なる存在も多数生まれる世界でもある。探索者の中の6人に1人は「勇者」として神々より選ばれるような世界であり、あたりまえのように量産される勇者と、虫のように沸いて出てくる魔王たちとが世界の命運をかけて日常的に殺し合いを行っている。その一方で力のない一般市民たちは魔王や邪教の軍団によって殺戮され続けられている
ロールプレイングゲームそのものを皮肉ったようなこの世界観をデザイナーの菊池たけしは「巨大なパワーがすべてを支配するモラルなきファンタジー世界」と呼んでいる。このような強烈な世界設定もまた『ドラゴンボール』的な「敵も味方も止まることを知らない、世界を破壊するレベルのパワーインフレバトル」を再現しやすくするためのものでもある。

### 七つの地域
ラース＝フェリアの七つの文化圏は以下である。『セブン＝フォートレスRPG』時代＝「十六王紀」には七地方に散在する16の都市国家が「十六都市国家評議会」を構成していたが、十六王紀900年代後半の戦争で瓦解し、その後（『セブン＝フォートレス Advanced』以降）は十六王紀時代の魔法「属性魔法」の源泉たる「宝珠」を封印し、それに代わる「属性紋章魔法」を構築した7人の魔術師が、自身の魔法の属性を冠した「○導王」の名の下に各地方の諸都市を指導する「七紋章紀」となっている。
各地方の中心都市（十六王紀時代は十六都市国家評議会を構成）はリーンのガンビエンセのように都市自体が図書館であったり、シェローティアのパラフィム、ラ・アルメイアのパット・サイデリアのように空中に浮遊していたりと様々な特徴を持つ。中心都市の詳細については「セブン＝フォートレスRPG#十六都市国家」を参照。
- シェローティア地方 - <空>の守護者ヴァレリアの加護を持つ。文化特性は「法による秩序」。気候特性とは温暖で災害が少ない。中心都市はラ・メイア、パラフィム、フェイス。空導王はラ・メイアに在する。
- フレイス地方 - <炎>の守護者ジュグラットの加護を持つ。文化特性は「力による統制」。気候特性は熱帯の乾燥地帯で砂漠も多い。中心都市はエクサージュとフレイス。炎導王はフレイスに在する。
- フォーラ地方 - <森>の守護者スフィラヴの加護を持つ。文化特性は「自然による恩恵」。気候特性は温暖で森が多い。中心都市はグリューナ、ルイダス、ラグシア。ラグシアはフレイス地方のエクサージュの分流にあたる。
- フォーチューン地方 - <海>の守護者ティーシャの加護を持つ。文化特性は「慈愛による加護」。気候特性としては海が近いがすごしやすい年中変化のない一定した気温を持つ。また、雨季が存在している。中心都市はリ・アクアティースとエアル・ラーメ。
- リーン地方 - <闇>の守護者ジョシュアの加護を持つ。文化特性は「混沌による進化」。気候特性としては年中涼し目で昼より夜が長い。中心都市はハザン、ガンビエンセ、ラファライド。闇導王はハザンに在する。
- アルセイル地方 - <氷>の守護者ロンドヴィルの加護を持つ。文化特性は「閉鎖による自己の鍛錬」。気候特性としては年中寒く氷に閉ざされている。中心都市はマティール。アルセイルの都市国家はマティールしかなく、氷導王もマティールに在する。
- ラ・アルメイア地方 - <幻>の守護者フェザンティの加護を持つ。文化特性は「絶え間なき変化」。1大陸で1地方を構成している。未開の地が多いうえに古代文明時に魔法実験が頻繁に行われた地であるせいか時空が安定していない。ゆえに気候特性も混沌としており、夏に雪が降ったり、冬の猛吹雪があった次の日に灼熱の気温となったりする。中心都市はイス・フィアとパット・サイデリア。一定の時期に陽炎の中から出現するマリーシという都市が存在するとされる。幻導王はイス・フィアに在する。

### 世界三大騎士団と守護装騎
シェローティア地方の「神聖騎士団」、フレイス地方の「灼熱騎士団」、アルセイル地方の「氷魔騎士団」の3つは世界三大騎士団と呼ばれ、人々があこがれるヒーローたちとして知られている。またフォーチューン地方には古代兵器であるスーパーロボット「守護装騎」が10体ほど存在し、世界の危機に対してのみ出動する。
しかし、菊池たけしのリプレイ作品では三大騎士団や守護装騎は基本的に「ヤラレ役」として出てくることが多い。古代兵器や魔王が復活したとき、先陣をきって世界の敵に向かっていった三大騎士団が「うわーだめだー」の叫びと共に敵の強大な力でなぎ払われたり、恐るべき力で魔王軍のザコモンスター数万体を一撃でなぎ払った守護装騎が戦場に突如現われた魔王軍の幹部などに一撃で壊されるという演出が「お約束」としてリプレイで良く挿入されるのである。これは「あの強い騎士団（守護装騎）が一撃でやられるなんて！」という、相手の強さを引き立てるかませ犬としての演出手法だが、このリプレイの定番演出のおかげで「世界三大騎士団&守護装騎＝ヤラレ役」のイメージがファンの多くに根付いてしまっている。
しかし世界設定上では、三大騎士団は本当にエリート集団であり、また守護装騎は本当に世界防衛の切り札と言える兵器である。ルールブックのワールドガイドで紹介されるときはヤラレ役としてのイメージは基本的につけられていない。
このように「正義の陣営が用意していたエリート部隊や秘蔵の秘密兵器」などといった物はかませ犬な使われ方をすることが多いが、この演出はあくまで菊池たけしのリプレイ作品で多用されているだけであり、各ユーザーがゲームをプレイするときに三大騎士団や守護装騎（あるいは似た設定を持つ部隊や兵器）を頼れる存在として描写してはいけないわけではない。
なお、『セブン＝フォートレス』の正史においては、『セブン＝フォートレスRPG』の時代である「十六王紀」末期に、氷魔騎士団は宝珠戦争（「聖神官サライの反乱」とも呼ばれる）で、灼熱騎士団は暗黒破壊神バラーの事件（『リーンの闇砦』）で一度壊滅している。特に氷魔騎士団は『セブン＝フォートレス Advanced』以降の時代たる「七紋章紀」に同名の騎士団が組織され、十六王紀時代の旧氷魔騎士団と敵対関係にある（『フォーラの森砦』）。

## シリーズ概要
『セブン＝フォートレス』では作品のバージョンが進むにつれ、作品世界の時間も流れ、細部ルールやコンセプトが変更されているが、根幹部分は同じである。そのため、「前作であったシステムを持ち込む」事も不可能ではない。

### セブン＝フォートレスRPG
ルール第一版。「無印」とも呼称される。1996年にホビージャパンよりボックスタイプで発売された。
パワーゲームを楽しむ作品であったが、後にバランス調整版が「セブン＝フォートレス　クラシック」というタイトルで、ソフトカバーとなってゲーム・フィールドから発売された。どちらも現在は絶版。
特徴は、「熱い事をやる」ための「バーニングシステム」と、剣技・闘気法や魔法、マジックアイテムなど数々の「データ自作ルール」。前者はポイントを消費する事で燃える行動（味方のピンチに駆けつける、死からの復活等）を取る事ができる。
シリーズの中では「少年漫画的なパワーインフレバトル」を行うという部分に最もストレートに特化した作品である。

### セブン＝フォートレス Advanced
ルール第二版。「アドヴァンスド」と呼称される。1998年にアスペクトより書籍タイプで発売された。
前作と比べるとデータ的な部分が増えており、シビアな作品となっている。「砦（フォートレス）」が中心の作品となっており、ダンジョンアタックによる「プレイヤーとゲームマスターのガチンコバトル」が売り文句。
特徴は、「ダンジョン作成ルール」と「トラップ自作ルール」。前作であった「バーニングシステム」と「データ自作ルール」は失われているが、手元にルールがあれば運用は可能である。

#### セブン＝フォートレス EX
『アドヴァンスド』のサプリメント。「EX」と呼称される。2001年にゲーム・フィールドから書籍タイプで発売された。『セブン＝フォートレス』シリーズ全体を通じて初のサプリメントでもある。
高レベルユーザー向けデータブックであるとともに、菊池たけしが「砦シリーズ」のリプレイで描きつづけてきたテーマ「世界の危機に立ち向かう勇者の物語」をユーザーレベルで再現することを目的とした拡張ルールを収録している。そのため単体では遊ぶことはできない。
特徴は、「EXパラメータ」と「シナリオランク」と「マジックアイテムチャート」。「EXパラメータ」は、物語の進行や世界の危機度に応じて、各キャラクターの特徴が段階的に強化されるというもの。また、「シナリオランク」は、その冒険で起きる事柄が、どれだけ世界の危機を引き起こすか、を示すもの。「個人の危機」から「世界の終焉」まで、上下差が激しい。

### セブン＝フォートレス V3
ルール第三版。「V3」もしくは「ぶいすりゃぁ」と呼称される。2002年にエンターブレインから書籍タイプで発売された。
「異世界からやってきた侵略者軍団から、ラース＝フェリアを守る」がテーマであり、作者の他作品の世界の軍勢が敵役として登場し、主八界を舞台にする他作品とのリンクがより前面に押し出される（リンク自体は当初から示唆されていた）。
今までの作品の集大成とも言え、より簡単になった「ダンジョン作成ルール」とキャラクター作成時の「メイン／サブクラス制の導入」、『トーキョーN◎VA The Revolution』以降のF.E.A.R.製TRPGに導入され始めた「シーン制の導入」が特徴。
サプリメントの『セブン＝フォートレス パワード』や『セブン＝フォートレス エンジェル★プリンセス』を導入すれば、『ナイトウィザード』『超女王様伝説 セント★プリンセス』『エイスエンジェル』などの菊池たけしの他作品の世界からやってきたキャラクターをPCにできる。

### セブン＝フォートレス メビウス
ルール第四版。2008年にエンターブレインから書籍タイプで発売された。
今までのシリーズ以上に「世界の危機とそれに立ち向かう勇者たちの物語」を前面に押し出したゲームになっており、救世主伝説な物語がやりやすいように世界は冥界の勢力により滅亡寸前な状況になっている。
作者の他作品の世界とのリンクは『V3』以上に強化されている。サプリメントを使うことで異世界出身のPCを使用できるようになる他、異世界そのものをシナリオの舞台とする方向性が目立つようになっており、前作までの「ラース＝フェリアを舞台にしたゲーム」という枠を逸脱した大作となっている。
ゲームシステムは2007年10月に発売された『ナイトウィザード The 2nd Edition』と同じルール体系が使用されており、互換性が意識されている。
『アドヴァンスド』以降恒例となっているダンジョン探索のルールも、『ナイトウィザード The 2nd Edition』のサプリメント『スクールメイズ』に掲載されているものと互換性のあるものとして再構築された。

## 「砦シリーズ」リプレイ
『セブン＝フォートレス』では「砦シリーズ」といわれるリプレイシリーズがあるのだが、このリプレイはゲームシステムのバージョンアップと深くかかわりあっている。
『セブン＝フォートレス』が発売されるに至った経緯に、『RPGマガジン」に連載されたリプレイ「アルセイルの氷砦」が人気を博し、それに使われた菊池たけしの自作オリジナルシステムが商品化されたという歴史があるため、『セブン＝フォートレス』では、リプレイで描かれたことをその後にゲームシステムやワールド設定に反映させるというスタンスを貫いている。
故に、『セブン＝フォートレス』リプレイは結果的に「（これから発売されるバージョンのルールの）テストプレイの風景」を描いたものになりがちである。実際、発売されたゲームシステムでデータ化されているアイテムや魔法には元々はリプレイ中に登場させるために作成された物が数多く存在する。例えば、属性の1つである〈空〉に多い強力な攻撃魔法や生体防具「カニアーマー」とその必殺技「蟹光線（イブセマスジー）」の存在などは、最初期のリプレイ「アルセイルの氷砦」にてプレイヤーのアイデアから登場したものである。
また、リプレイは数回に分けて収録され、その間にはインターバルがあったため、「読者からデータを募集し、ゲーム中に手紙を読み上げてデータを使用」といったパフォーマンスも行っていた。この読者からのデータ公募という開発手法は、後に『アルシャード』や『アリアンロッドRPG』にも導入されている。
「砦シリーズ」リプレイのリストについては#砦シリーズの節を参照。

## 関連書籍

### 基本ルールブック
- セブン＝フォートレスRPG
- セブン＝フォートレス Advanced
- セブン＝フォートレス クラシック
- セブン＝フォートレス V3
- セブン＝フォートレス メビウス

※シリーズごとのサプリメントについては、シリーズごとの個別項目を参照

### リプレイ

#### 砦シリーズ
#「砦シリーズ」リプレイの節も参照。
- アルセイルの氷砦（無印・完成前）
- フォーチューンの海砦〜深遠なる時海の狭間に〜（無印・完成前）

以上は『RPGマガジン』に連載。プレイヤーは主にGMである菊池たけしの友人であった。
- リーンの闇砦〜黒き髪の人形使い〜（無印　→　Advanced）

本リプレイ以降は『ゲーマーズ・フィールド』に連載（「宝玉の七勇者」を除く）。プレイヤーも菊池が設立に参加したF.E.A.R.の社員が中心となる。TRPG業界外からのゲストプレイヤーとしてイラストレーターの三上義衛を招いている。三上はこの後、『ゲーマーズ・フィールド』の『セブン＝フォートレス』サポート記事「無限への挑戦」の挿絵を執筆している。
- フォーラの森砦〜王女とゆかいな仲間たち〜（Advanced＋EX）

ゲストプレイヤーはイラストレーターのぽぽるちゃ。
- 宝玉の七勇者〜THE BRAVEST OF BRAVE!!〜（Advanced＋EX）

単行本（ゲーム・フィールド）版『フォーラの森砦』書き下ろし。
- フレイスの炎砦〜紅き巫女の守護者〜（Advanced＋NW　→　V3＋NW）

ゲストプレイヤーはイラストレーターのみかきみかこ。
- ラ・アルメイアの幻砦〜英雄たちの宴〜（V3＋AP）
- シェローティアの空砦〜the end of time〜（メビウス＋NW2）

注）括弧の中は、使用されたルールを表す。『NW』はナイトウィザード（第一版）、『NW2』はナイトウィザード The 2nd Editionを表す。矢印で示されている場合は途中で使用システムが変更されたことを表している。

#### みこシリーズ
ゲームシステムに『セブン＝フォートレス V3』が使われているが、実際には『ナイトウィザード』のリプレイシリーズである。
- 黒き星の皇子（V3＋パワード＋NW）

『E-LOGIN』に連載。ゲストプレイヤーは声優の矢薙直樹と小暮英麻。

#### その他
- 天空の剣（Advanced）

F.E.A.R.公式ウェブサイトでかつて連載されていたリプレイ。未完のまま公開が停止された。
- 出撃! 試作精霊船アウストリア（メビウス＋NW2）

『セブン＝フォートレス メビウス』サプリメント『クロスワールド』書き下ろし作品。GMは齋藤幸一。菊池たけしがGMを務めない初の『セブン＝フォートレス』リプレイでもある。